# Paul Gauguin (paquebot)
Pour les articles homonymes, voir Gauguin (homonymie).
Le Paul Gauguin est un navire de croisière construit en 1996 par les Chantiers de l’Atlantique de Saint-Nazaire. Il est lancé le 25 avril 1996 et mis en service en 19 décembre 1997. Vendu en 2004 à la Radisson Seven Seas Cruises, il est vendu à la compagnie Paul Gauguin Cruises en 2010.

## Histoire

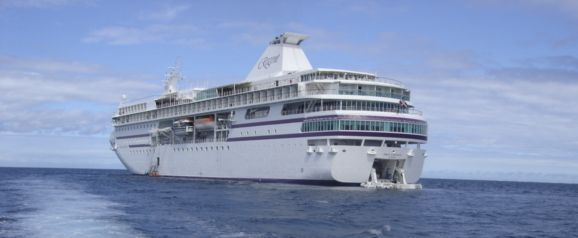
Le Paul Gauguin aux couleurs de Regent Seven Seas Cruises.

Le Paul Gauguin est un navire de croisière construit en 1996 par les Chantiers de l’Atlantique de Saint-Nazaire. Il est lancé le 25 avril 1996 et mis en service en 19 décembre 1997.
En 2004, il est vendu à la compagnie Radisson Seven Seas Cruises. Cette compagnie est renommée Regent Seven Seas Cruises en 2006.
En janvier 2010, il est vendu à la compagnie Paul Gauguin Cruises.
Pendant trois semaines, en janvier 2012, le Paul Gauguin a été rénové dans le port de Brisbane, en Australie. Entre 2020 et 2021, il subit sa plus grosse rénovation à Singapour avec notamment un changement décoratif de l'ensemble des espaces. Sur le plan technique aussi, des améliorations ont été apportées au niveau du traitement des eaux.

## Destinations
Il effectue des croisières dans l’océan Pacifique sud, notamment en Polynésie française, aux Fidji et en Nouvelle-Zélande.